# Ictigaster ruficollis
Ictigaster ruficollis är en skalbaggsart som beskrevs av Lea 1917. Ictigaster ruficollis ingår i släktet Ictigaster och familjen Melolonthidae. Inga underarter finns listade i Catalogue of Life.